# Епископ темишварски Антоније
Антоније (световно име Александар Нако, Коморан 28. септембар 1817. — Лозана, 7. фебруар 1900) је био епископ Српске православне цркве на престолу темишварских владика.

## Живот
Владика Антоније је рођен као Александар 1817. године у Коморану у познатој српској породици цинцарских корена. Школовао га је богати ујак Будаи из Коморана. Гимназију је завршио у свом родном месту, а потом филозофију и права. Након положеног адвокатског испита, уписао се у Карловачку богословију и по завршетку био њеним професором од 1845. до 1852. године. По некрологу, то изгледа другачије; предавао је у Карловачкој гимназији само током 1842-1843. године. А од септембра 1851. године након смрти директора гимназије Јакова Герчића, био је извесно време као протосинђел, привремени управник исте.
Замонашен је 14. децембра 1844. године у манастиру Крушедолу. Рукоположен је у чин јерођакона 25. децембра 1844. године, а 29. јуна 1849. године у чин јеромонаха. Произведен је за архимандрита манастира Ходоша 1853. године, у којем се није дуго задржао.
По Димитрију Руварцу, Антоније је био старешина манастира Ходоша од 28. јуна до 28. јула 1853. године, а по списку објављеном у монографији овога манастира, од априла до октобра 1853. године. Исте године је Антоније (Нако) прешао за настојатеља манастира Месића. Као архимандрит и настојатељ манастира Бездина, изабран је 10. августа 1864. године, и посвећен 1865. године за епископа темишварског. За време своје краткотрајне управе истакао се као строг епархијски архијереј, и порадио на увођењу реда у својој пространој епархији.
Већ 1869. године поднео је молбу Светом архијерејском синоду „да се ослободи од управљања епархијом због болести и да се стави у стање покоја“. Радило се у ствари о нечем другом: Антоније се заљубио у једну жену, због које је напустио епископски трон - "пошто није био кадар да победи своју природу". Умировљен је 1872. (или 1871) године, и као такав се настанио у Лозани, у Швајцарској. Тамо је са својом изабраницом ступио у грађански брак, уживао у мировини са пензијом из српских народних фондова. У Швајцарском је бивши владика и умро 1900. године, у 83. години живота. Све цркве новосадске огласиле су његово упокојење, а на Патријаршијском двору у Карловцима постављен је тада црни барјак.
Посмртни остаци пренети су 1995. године у Темишвар, и сахрањени у Српској саборној цркви у Темишвару.